# Pascal Jolyot
Pascal Jolyot, född den 26 juli 1958 i Fontainebleau, Frankrike, är en fransk fäktare som tog OS-brons i herrarnas lagtävling i florett i samband med de olympiska fäktningstävlingarna 1984 i Los Angeles.